# Icke-standardanalys
Icke-standardanalys (ISA) är en metod att med hjälp av det hyperreella talsystemet, som tillåter oändligt små (infinitesimaler) och oändligt stora tal (infinita tal), behandla de problem som inom den klassiska analysen behandlas genom gränsvärden. Resonemang kring oändliga tal låg till grund för framväxten av den matematiska analysen under slutet av 1600-talet, men eftersom man saknade ett rigoröst ramverk för att hantera oändliga tal så ådrog sig resonemangen kritik, och så småningom ersattes de helt av de definitioner baserade på gränsvärden utgör grunden för dagens analys.
Under 1960-talet utarbetade dock Abraham Robinson en metod för att rigoröst utvidga det reella talsystemet till ett så kallat hyperreellt talsystem som utöver de reella talen innehöll vad han kallade för icke-standardtal. Med hjälp av detta system och dess grundläggande egenskap att allt som var sant för reella tal också var sant för hyperreella tal, kan man behandla och explicit beräkna många problem som i det reella talsystemet skulle kräva implicita uttryck.
Till exempel blir definitionen av derivata inte den klassiska
{\displaystyle \lim _{h\to 0}{\frac {f(x+h)-f(x)}{h}}}
utan helt enkelt
{\displaystyle {\frac {f(x+\varepsilon )-f(x)}{\varepsilon }}}
där ε är en infinitesimal.
Exempel: 
{\displaystyle f(x)=x^{2}\quad (x\in \mathbb {R} )}
{\displaystyle f'(x)={\frac {(x+\varepsilon )^{2}-x^{2}}{\varepsilon }}={\frac {x^{2}+2x\varepsilon +\varepsilon ^{2}-x^{2}}{\varepsilon }}={\frac {2x\varepsilon +\varepsilon ^{2}}{\varepsilon }}={\frac {{\cancel {\varepsilon }}(2x+\varepsilon )}{\cancel {\varepsilon }}}=2x+\varepsilon }

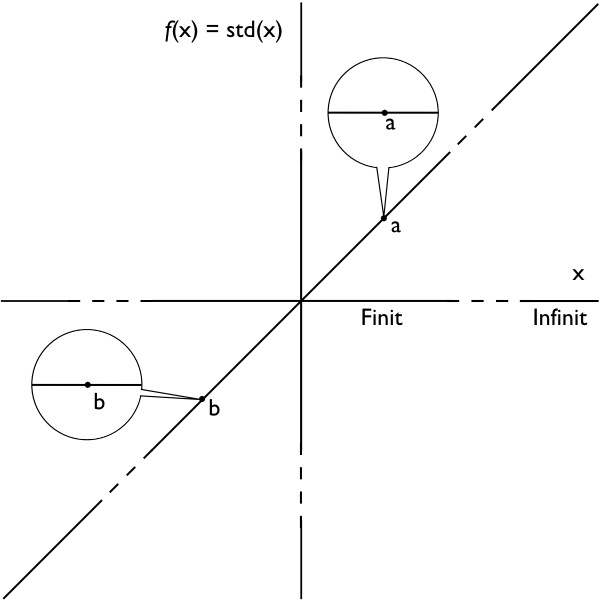
Graf över den hyperreella funktionen f(x)=std(x), där punkterna a och b betraktas med ett s.k. oändligt mikroskop.

Eftersom talet 2x + ε bara skiljer sig oändligt lite från 2x säger man att de är ekvivalenta:
{\displaystyle 2x+\varepsilon \simeq 2x}
Och att standarddelen av 2x + ε är lika med 2x:
{\displaystyle std(2x+\varepsilon )=2x}
På så sätt kan man alltså i icke-standardanalysen aritmetiskt räkna fram derivatan, och andra komplicerade objekt, exempelvis integraler, utan att använda sig av gränsvärdesdefinitioner. 

## Bakgrund

### Historia

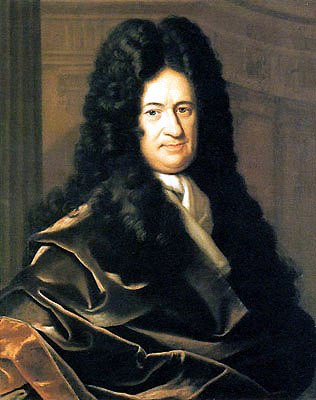
Gottfried Wilhelm Leibniz, en av infinitesimalkalkylens två fäder.

Idén att arbeta med oändliga tal har förekommit under lång tid i matematikens historia. Ett av de tidigaste exemplen är Arkimedes som resonerade sig fram till geometriska formler genom att se vad som händer då man skriver in oändligt många kända figurer i den geometriska figur man undersöker. Till exempel kan man se cirkelns area som arean av oändligt många liksidiga trianglar inskrivna i cirkeln.
När Leibniz och Newton under slutet av 1600-talet var för sig arbetade fram grunderna för det som skulle bli den matematiska analysen, använde de sig båda av resonemang kring oändligt små tal. Leibniz införde beteckningen dx för att beskriva oändligt små förändringar i en variabel x, förändringar som han betraktade som mindre än något värde som gick att tilldela en variabel. Leibniz betraktade de oändligt små talen som ett verktyg, ungefär som det imaginära talen, vars faktiska existens man kan diskutera, men som onekligen hjälper oss att nå konkreta resultat i vår "verkliga" värld. Kritiken mot bruket av oändligt små tal, att man inte kunde göra strikta beräkningar eftersom det alltid skulle finnas ett fel, visserligen oändligt litet men ändå ett fel, avfärdade han med att man alltid kan återföra problemet man arbetar med till tilldelbara värden, varvid de oändligt små talen inte får någon betydelse.
Newton såg på matematiska kvantiteter som något som genererades av rörelse, och talade om flöden, fluenter, istället för variabler x och y, och om hastigheterna de förändrades med, fluxioner, som han betecknade x’, y’. Han skrev att en ekvation som uttrycker förhållande mellan två flöden x och y även är sann för.
En annan av infinitesimalernas förkämpar var Leonard Euler, han antog helt enkelt att det fanns oändliga tal och att de betedde sig som ändliga tal. Med hjälp av dessa oändliga tal kunde han sedan visa ett antal saker, bland annat talet e, derivatan av ex, taylorutvecklingar av ex och log(1+x) samt Eulers formel.
Men bruket av infitesimaler kritiserades av många, bland annat av George Berkeley, och så småningom försvann de helt ur analysen tillsammans med andra intiutiva resonemang som geometriska koncept och diagram. Bland annat Dedekinds konstruktion av de reella talen utifrån de rationella och Weierstrass gränsvärdesformulering hjälpte till att aritmetisera analysen.
Det var först på 1960-talet som Abraham Robinson insåg att de framsteg som gjorts inom logiken och mängdläran möjliggjorde ett strikt ramverk för att utveckla en analys baserad på oändligt små och oändligt stora tal. I sin bok "Non-standard Analysis" som utkom 1966 presenterar han sin metod. Efter Robinson har flera andra framställningar av icke-standardanalys gjorts, bland annat Internal Set Theory som syftar till att ge ett lätthanterligare system som är tillgängligt även för de som inte är väl förtrogna med matematisk logik och mängdlära.

### Betydelse och tillämpningar

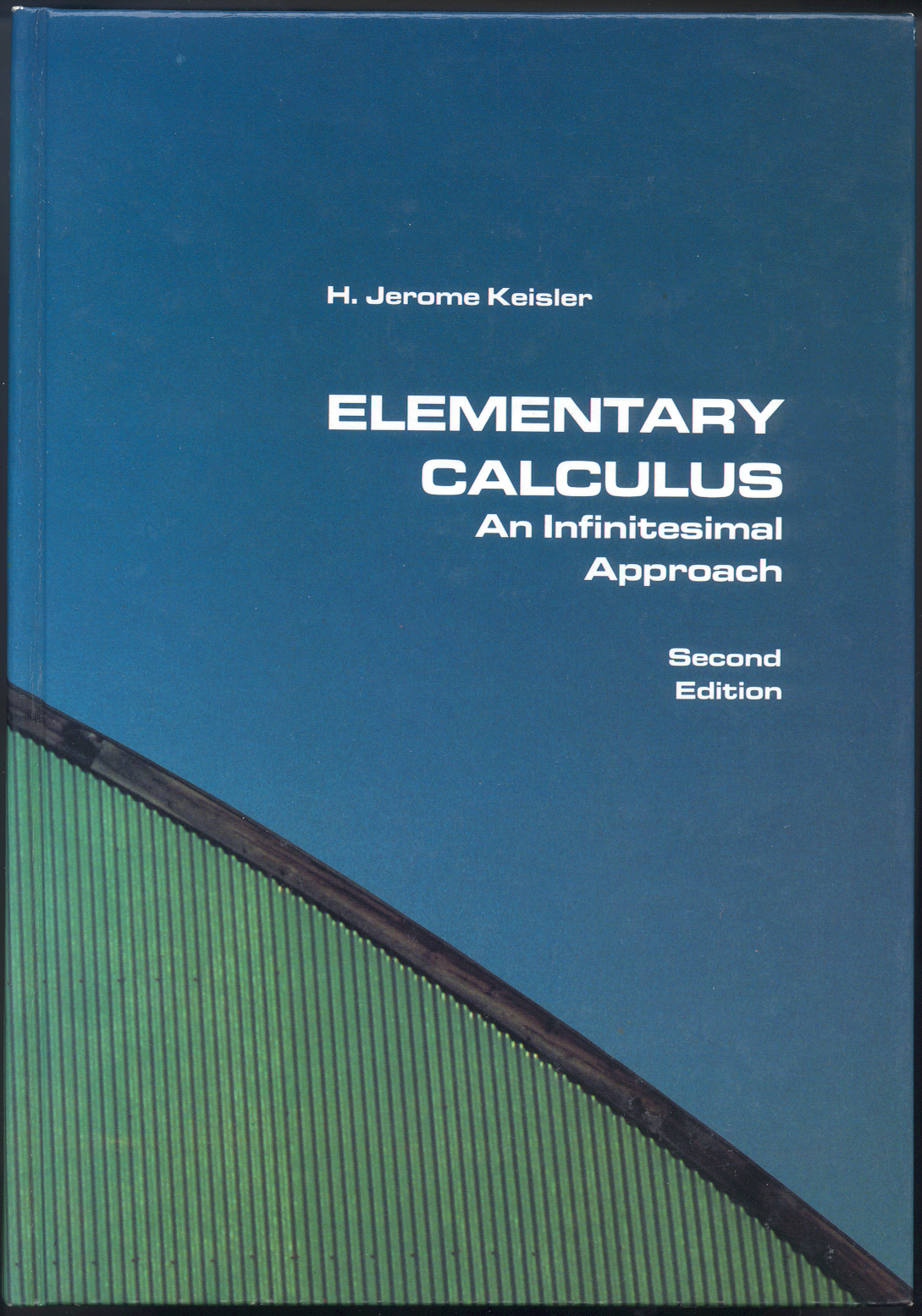
Lärobok i analys baserad på ickestandardanalys.

Vissa anser att icke-standardanalys är mer intuitivt och ger bättre förståelse än klassisk analys och därför borde ersätta den senare i undervisning, medan andra anser att det lurar eleverna och inte ger dem tillräcklig förståelse för matematisk strikthet. En stark förespråkare är H. Jerome Keisler, vars lärobok i grundläggande analys baserad på icke-standardanalys spelat en stor roll för icke-standardanalysens tillgänglighet.
Många av icke-standardanalysens förespråkare menar också att dess möjligheter att explicit uttrycka det som i standardanalys bara kan uttryckas implicit ger möjligheter att få resultat som är omöjliga eller mycket svåra att få med standardanalys. En av 1900-talets stora matematiker, Kurt Gödel, har sagt:
| ”             | Det finns goda anledningar att tro att icke-standardanalys, i en eller annan form, kommer att vara framtidens analys. | „ |
| – Kurt Gödel, | |   |

Det ska dock sägas att ISA inte fått det genomslag som många av dess förespråkare förutsett, varken som undervisningsmetod eller som matematiskt verktyg.
Tillämpningar finns bland annat inom sannolikhetslära och inom stokastisk analys där ISA erbjuder ett sätt att beskriva Brownsk rörelse.

## Det hyperreella talsystemet
Grunden för icke-standard analysen är existensen av hyperreella tal, icke-standardtal, och det är viktigt att förstå att det inte handlar om väldigt, väldigt stora tal i vanlig bemärkelse utan om en helt ny typ av tal. Därför kan man egentligen inte tala om "de hyperreella talen", det kan finnas många olika slags icke-standardtal, och allt beror på hur vi konstruerar dem.
Sedan Robinson först utvecklade de hyperreella talen genom modellteori har flera alternativa metoder för att bygga ett hyperreellt talsystem lagts fram, och här presenterar vi två av dem i korthet. En anmärkning är att förekomsten av icke-standardelement kan visas i alla infinita mängder, inom modellteorin talar man om att varje uppräknelig teori som har en oändlig modell också har modeller i alla kardinaliteter, och att den teorin därför inte är en kategorisk teori.

### Konstruktion med ultrafilter
Denna metod bygger upp ett hyperreellt talsystem genom talföljder av reella tal, och liknar den som Cantor använde för att konstruera de reella talen utifrån de rationella genom att använda s.k. Cauchy-följder.  Först konstaterar vi att vi kan definiera komponentvisa operationer på talföljder, till exempel addition och multiplikation:
{\displaystyle (a_{0},a_{1},a_{2},\ldots )+(b_{0},b_{1},b_{2},\ldots )=(a_{0}+b_{0},a_{1}+b_{1},a_{2}+b_{2},\ldots )}
{\displaystyle (a_{0},a_{1},a_{2},\ldots )\times (b_{0},b_{1},b_{2},\ldots )=(a_{0}\times b_{0},a_{1}\times b_{1},a_{2}\times b_{2},\ldots )}
Detta ger oss en algebraisk struktur, och om vi identifierar alla reella tal r med en konstant talföljd:
{\displaystyle r=(r,r,r,...)\!}
Så inser vi att hela vår klassiska algebra med de reella talen får plats i algebran vi just skapat med talföljder. Då är det intuitivt att tänka sig infinitesimala tal som talföljder som närmar sig noll och infinita tal deras invers, det vill saga talföljder som divergerar. Problemet med vår nya algebra är att vi måste kunna jämföra talföljder på ett konsekvent sätt, för talföljderna som motsvarar de reella talen fungerar det ju att jämföra komponentvis, men vi kan ju tänka oss talföljder som oscillerar kring ett visst värde, då kommer ju vissa komponenter vara större och vissa mindre än det reella talet som motsvarar det värdet. Vi behöver alltså en annan metod för att jämföra talföljderna, och eftersom vi har oändligt många komponenter så borde det vara lämpligt bygga en metod där ett ändligt antal komponenter inte spelar någon roll i jämförelsen. Det vi kan göra är att införa ett s.k. fritt eller icke-principalt ultrafilter som väljer indexen för alla de komponenter som är oändligt många. Här kan det vara bra att observera dels att existensen av sådana ultrafilter beror på urvalsaxiomet och dels att de inte kan konstrueras explicit. Om vi kallar vårt ultrafilter för U kan vi uttrycka relationer mellan talföljder på följande vis:
1. {\displaystyle \;\{i:a_{i}=b_{i}\}\in U\Rightarrow (a_{0},a_{1},a_{2},\ldots )=(b_{0},b_{1},b_{2},\ldots )}
2. {\displaystyle \;\{i:a_{i}\geq b_{i}\}\in U\Rightarrow (a_{0},a_{1},a_{2},\ldots )\geq (b_{0},b_{1},b_{2},\ldots )}
3. {\displaystyle \;\{i:a_{i}\leq b_{i}\}\in U\Rightarrow (a_{0},a_{1},a_{2},\ldots )\leq (b_{0},b_{1},b_{2},\ldots )}

Men vårt system är fortfarande inte vattentätt. Betrakta till exempel följande två talföljder:
{\displaystyle (1,0,1,0,\ldots )}
{\displaystyle (0,1,0,1,\ldots )}
(1) är inte sann, men både (2) och (3) är sanna. För att komma förbi det problemet så säger vi att två talföljder är lika om (2) och (3) är sanna. När vi har gjort det har vi fått en ordnad algebraisk kropp som innehåller både hela ℝ och nya objekt som är oändligt små respektive oändligt stora i förhållande till alla reella tal.

### Internal Set Theory
"Internal Set Theory" är den engelska beteckningen på en metod som utarbetades av Edward Nelson. Den utgår från ZFC-mängdläran och inför en ny term, även kallad ett predikat, benämnt 'standard'. Man kan jämföra 'standard' med finit, det är en egenskap som alla mängder antingen har eller inte. För att kunna svara på frågan om en mängd är 'standard' eller ej behövs fler axiom än ZFC och Nelson inför tre axiom som han kallar Idealisering, Standardisering och Överföring. På engelska blir det Idealization, Standardization and Transfer, som precis som Internal Set Theory förkortas till IST. IST anses vara en tillgängligare form av ISA, som inte kräver samma skolning i matematisk logik som andra metoder.
Intuitivt kan IST beskrivas som att man inte utökar det reella talsystemet, utan snarare 'ser' fler element i det genom ett resonemang som grovt kan beskrivas som att det måste finnas tal som är så stora att den mänskliga civilisationen under sin livstid inte kommer att kunna beskriva dem, och deras inverser som följaktligen blir för små för att någonsin kunna beskrivas. Det är dessa tal som alltså inte är 'standard'. En av fördelarna med IST är att eftersom man inte tillför några nya tal så gäller alla de klassiska teoremen både för standard- och icke-standardtal, de var ju samma mängd innan vi införde ett sätt att skilja dem åt!
Ovanstående är självklart bara en intuitiv beskrivning, men det kan visas att IST är konsistent med ZFC. Man kan till och med visa att ZFC + IST är en konservativ utvidgning av ZFC, att varje formel (falsk eller ej) som kan visas i IST kan visas i enbart ZFC.

## Överföringsprincipen
För kunna ha någon nytta av ett hyperreellt talsystem måste vi veta vilka regler som gäller i det, och där kommer överföringsprincipen in. Den säger att alla påståenden som är sanna för de reella talen ℝ är sanna för de hyperreella talen *ℝ, och att om ett påstående är sant för något tal så är det också sant för ett reellt tal.